# اد اکستریپاندا

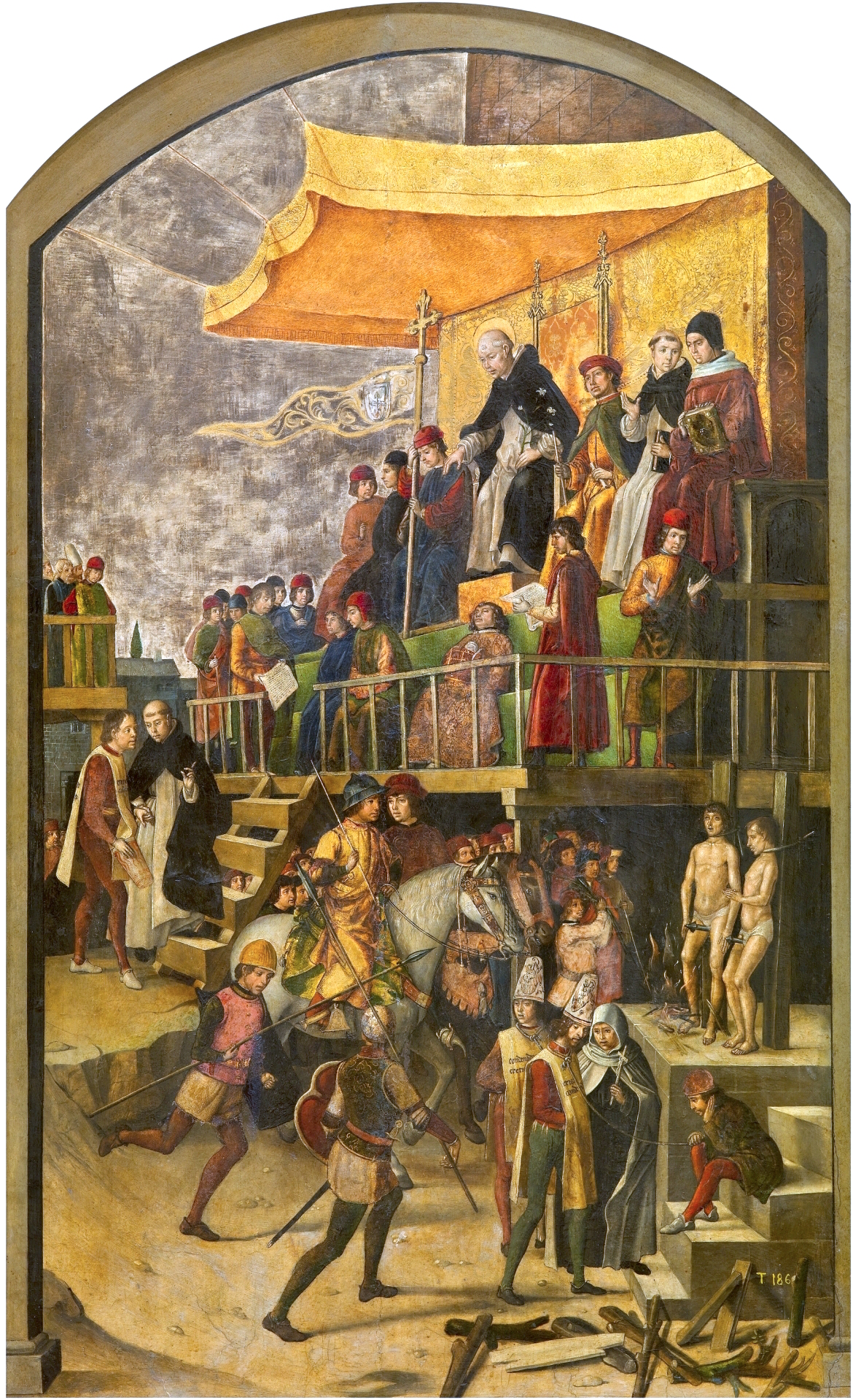

اد اکسیتیرپاندا (به لاتین: Ad exstirpanda) فتوای پاپ اینوسنت چهارم در باب شکنجه است.
این فتوای مذهبی که در پانزده آوریل ۱۲۵۲ صادر گردیده‌است به صراحت شکنجه کفار را برای اقرار گیری مجاز می‌شمارد.

## محتوا
این فتوا به دلیل قتل مفتش مأمور پاپ لومباردی، سنت پیتر ورونا، که در ۶ فروردین ۱۲۵۲ توسط توطئه هواداران کاتار کشته شد، صادر شد. طبق این فتوا بدعت گذاران «قاتلان روح و سارقان هفت‌آیین و ایمان مسیحی» هستند و باید مانند دزدان و راهزنان مجبور به اعتراف به اشتباهات خود و متهم کردن دیگران شوند. هر چند که شکنجه باید بدون خطر برای اندام‌ها یا جان مظنونین انجام شود و شروط زیر بر استفاده از شکنجه وضع شدند:
- باعث قطع عضو یا مرگ نشود
- فقط یک بار استفاده شود
- مفتش از شواهد علیه متهم مطمئن باشد.

طبق این فرمان بخشی از اموال مصادره شده متهمان به دولت تعلق می‌گرفت و دولت در عوض اجرای مجازات را برعهده گرفت.